# Jetřichovické stěny

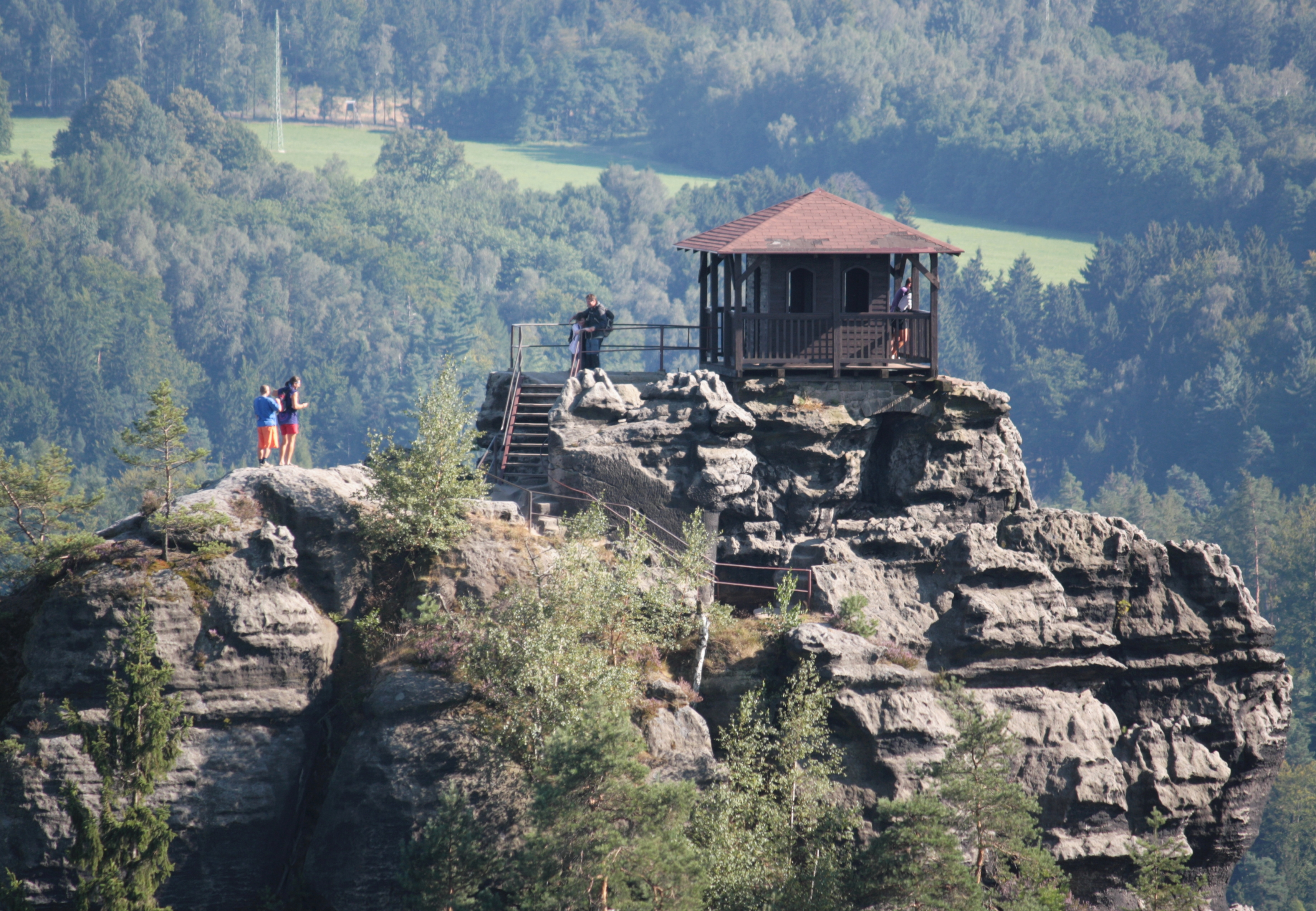
Mariina vyhlídka

Jetřichovické stěny je geomorfologický podcelek, součásti Děčínské vrchoviny. Tvoří pískovcové skalní město, které spadá do Národního parku České Švýcarsko. 
Další používané názvy jsou Jetřichovické vyhlídky či Jetřichovické skály.
Dominantami skalního města jsou Mariina vyhlídka, Vilemínina stěna, Rudolfův kámen (Ostroh), skalní převis Balzerovo ležení (Tetřevna), Malá Pravčická brána a pozůstatky skalních hrádků Šaunštejn a Falkenštejn. Oblast Jetřichovických stěn je turisticky značně frekventována, v roce 2013 šlo o sedmou nejnavštěvovanější přírodní památku v ČR. Mariina skála měří 428 m n. m. a nabízí výhled až do Saského Švýcarska a na východě na Lužické hory. Vilemínina stěna má vrchol ve výšce 439 m n. m. Byla pojmenována po manželce knížete Rudolfa Kinského.

## Galerie

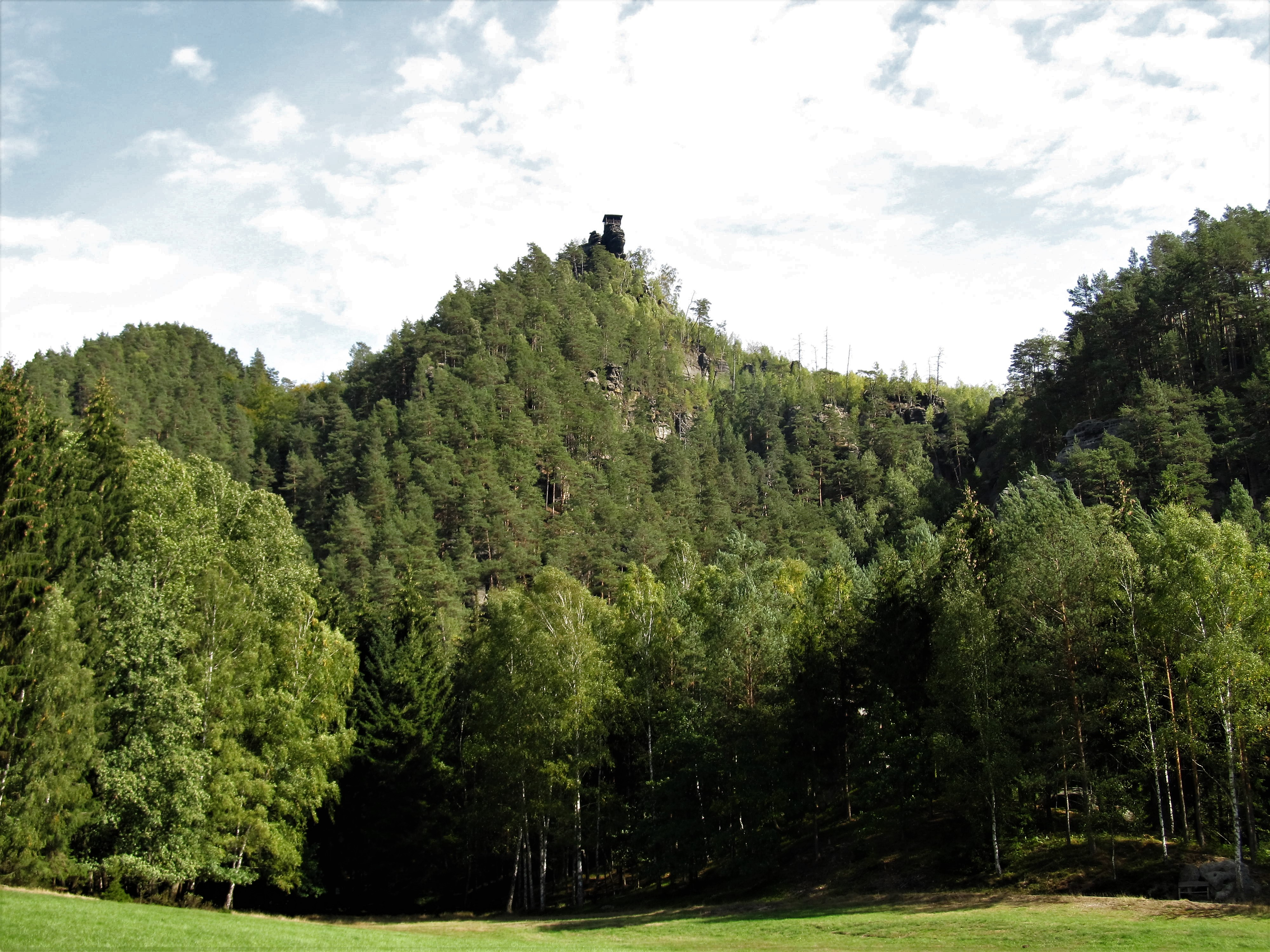
Mariina vyhlídka
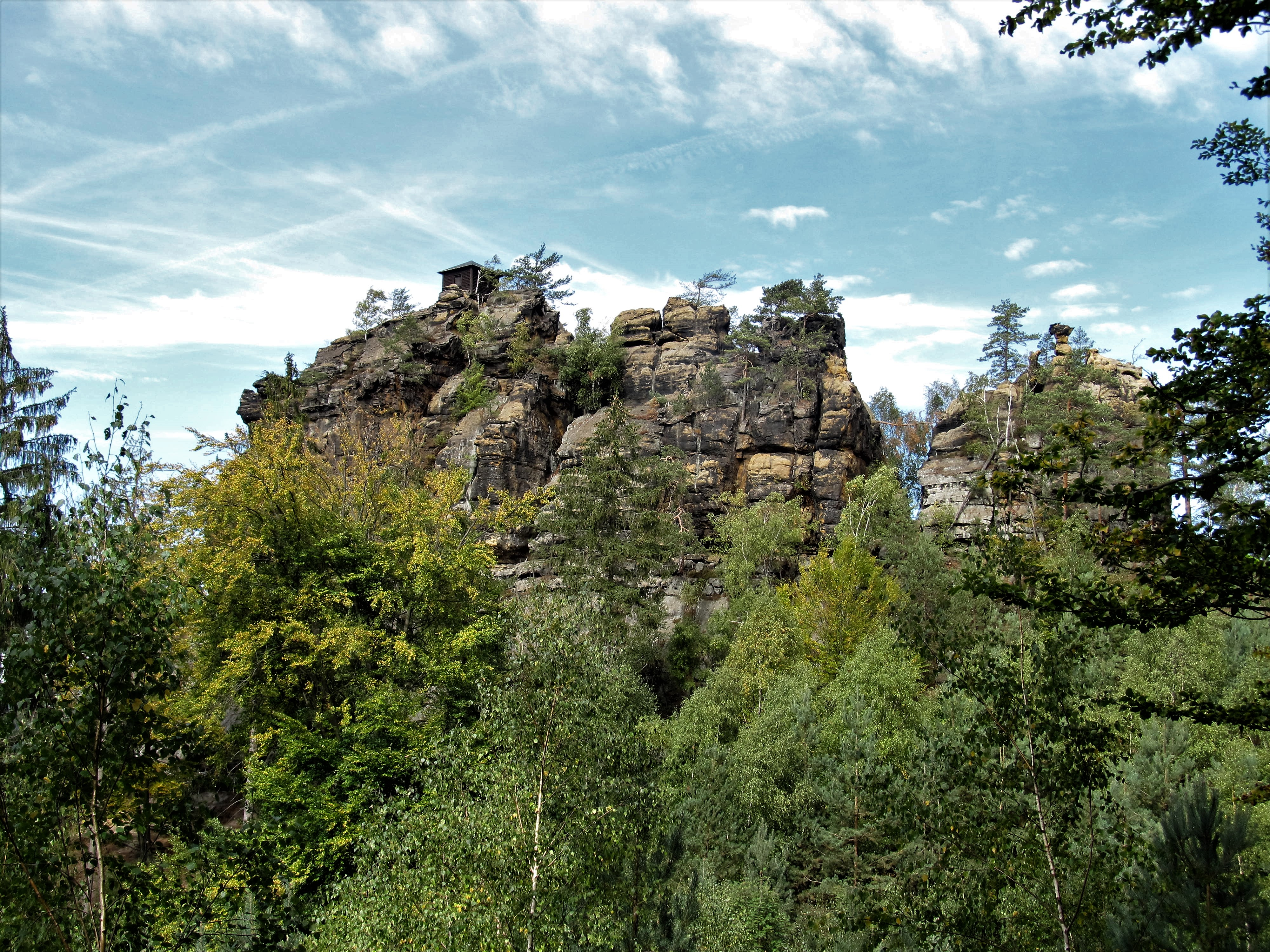
Rudolfův kámen
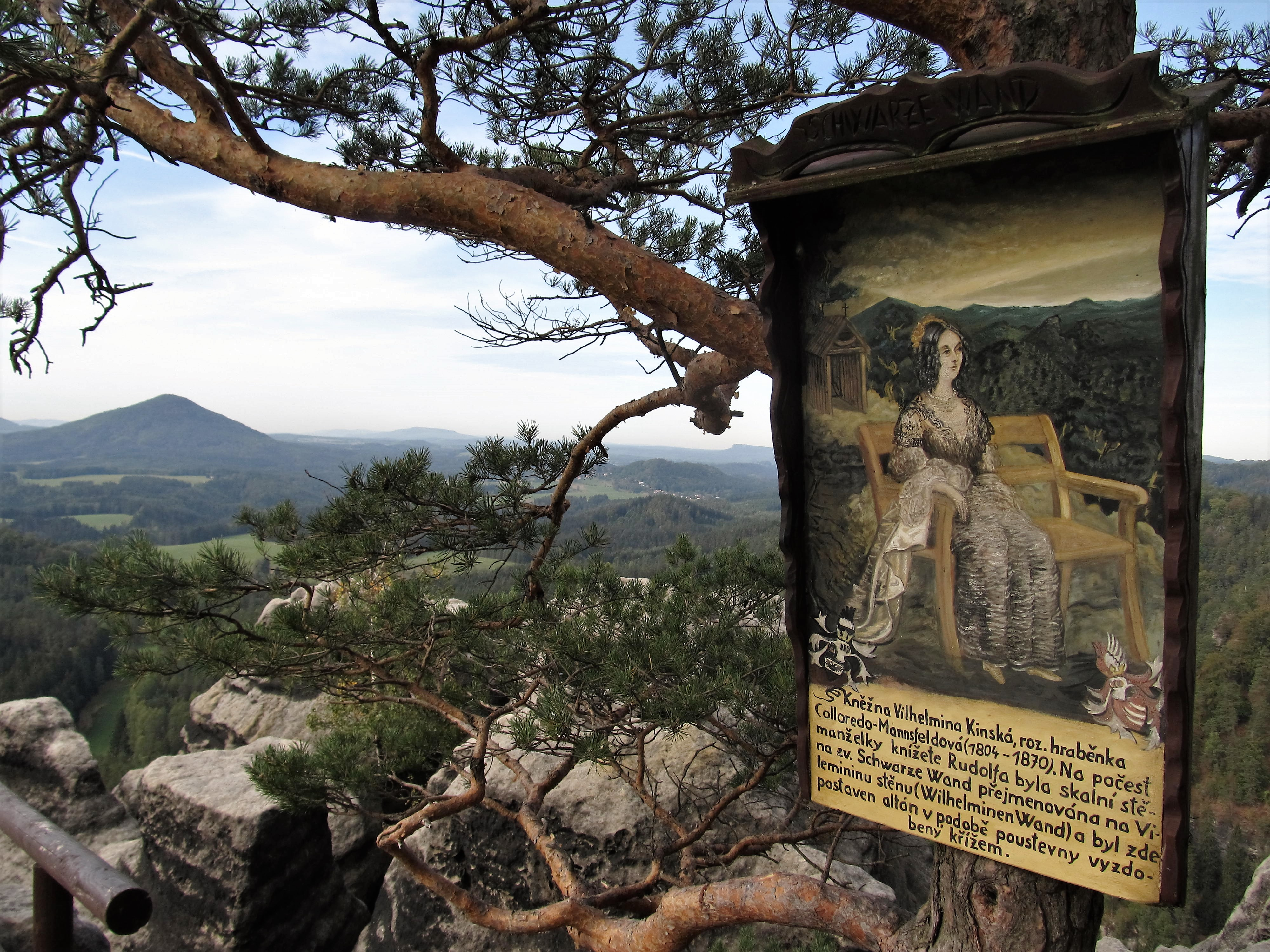
Vilemínina stěna
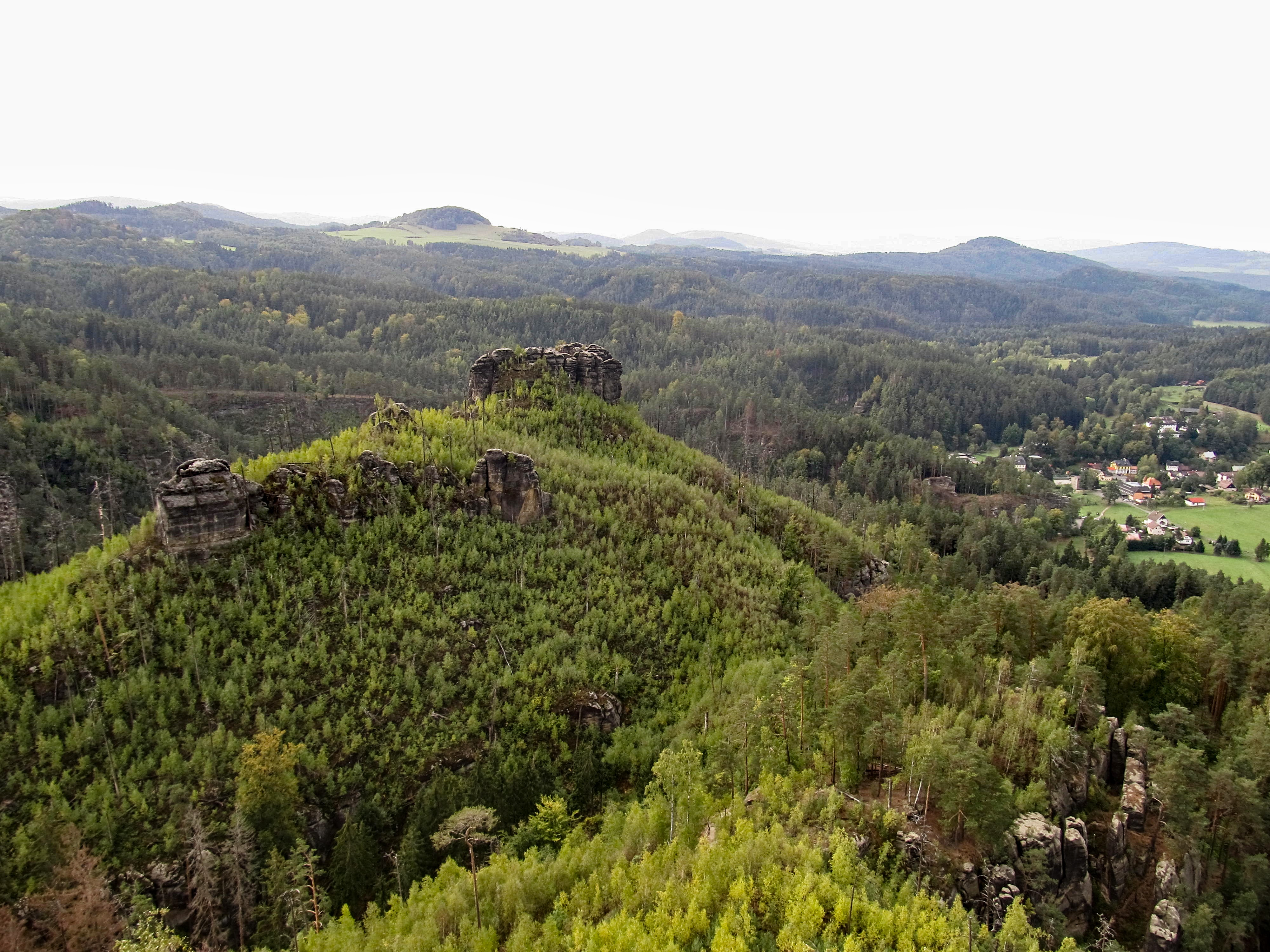
Pohled z Mariiny vyhlídky, vpravo Jetřichovice
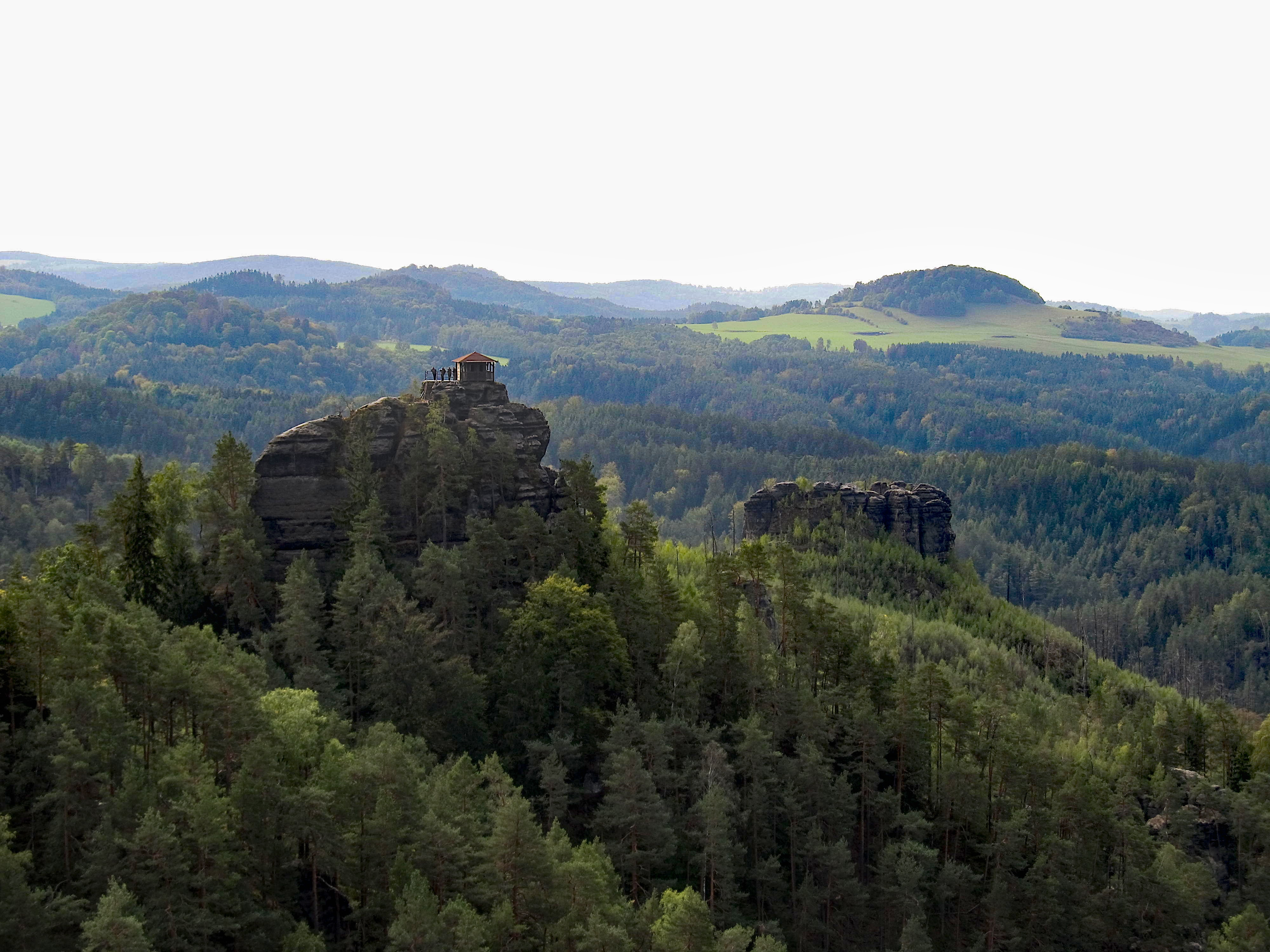
Pohled z Vilemíniny stěny na Mariinu vyhlídku
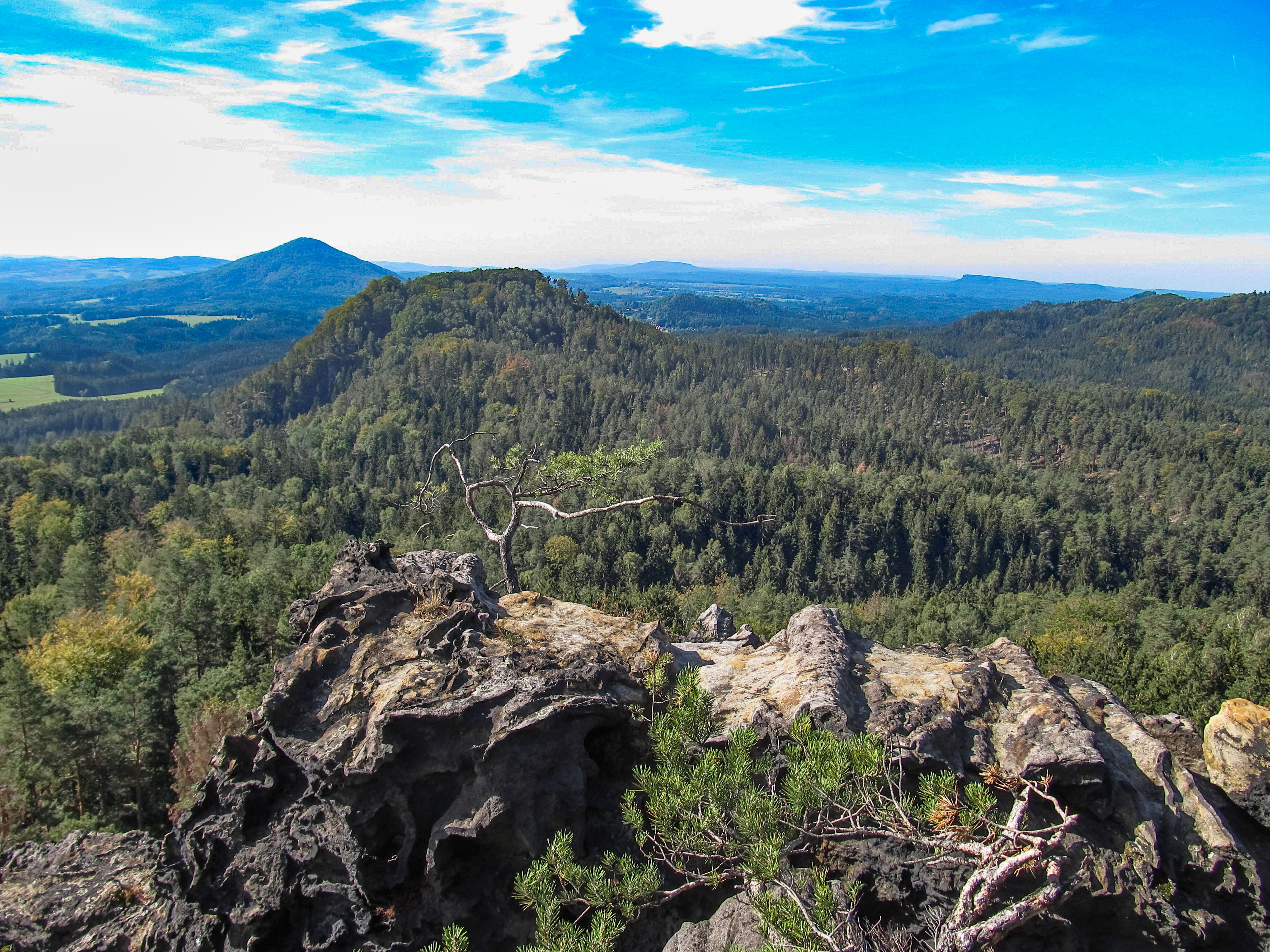
Pohled z Rudolfova kamene
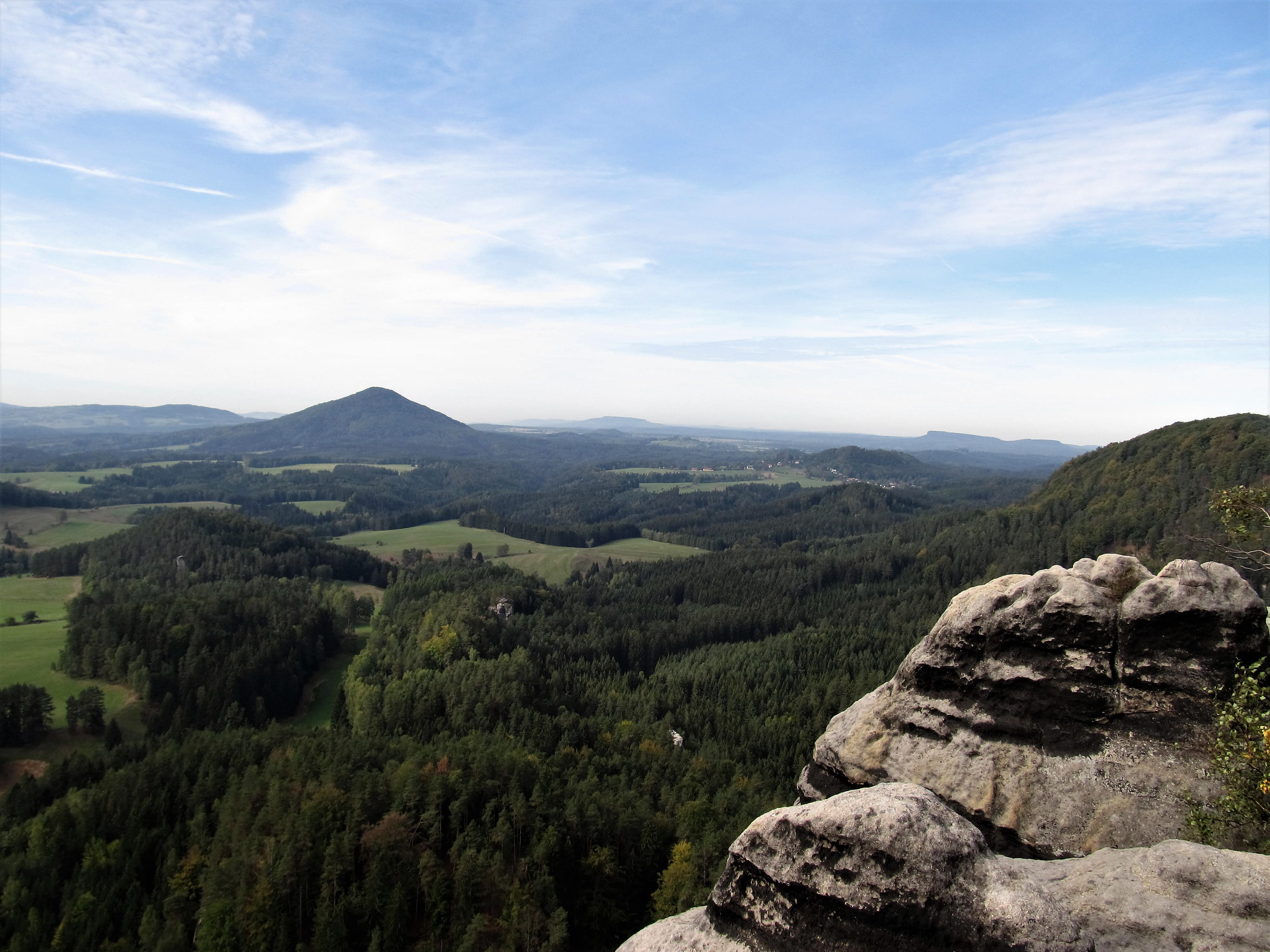
Pohled z Mariiny vyhlídky